# Albrecht Jockenhövel
Albrecht Jockenhövel (* 6. Juni 1943 in Wiesbaden) ist ein deutscher Prähistoriker und Hochschullehrer. Von 1972 bis 1987 war er Professor für Vor- und Frühgeschichte an der Goethe-Universität Frankfurt am Main und von 1987 bis 2008 Professor für Ur- und Frühgeschichtliche Archäologie an der Westfälischen Wilhelms-Universität Münster.

## Werdegang
Albrecht Jockenhövel legte 1963 am Altsprachlichen Zweig der Wilhelm-von-Oranien-Schule in Dillenburg sein Abitur ab. Nach einem einjährigen betriebswirtschaftlichen Praktikum bei den Burger Eisenwerken („Juno“) studierte er zunächst Wirtschaftpädagogik an der Goethe-Universität Frankfurt, wechselte 1964/1965 zum Studium der Vor- und Frühgeschichte (Hauptfach), Geschichte und Kultur der Römischen Provinzen und (physischen) Anthropologie. Er wurde im Sommer 1969 bei Hermann Müller-Karpe mit einer Arbeit über Die Rasiermesser in Mitteleuropa promoviert.
Von 1969 bis 1972 war er wissenschaftlicher Assistent, von 1972 bis 1987 Professor für Vor- und Frühgeschichte am Frankfurter Seminar. Seine Arbeit Die Rasiermesser in Westeuropa wurde als Habilitationsschrift anerkannt.
Von 1987 bis 2008 war er in Nachfolge von Karl Josef Narr ordentlicher Professor und für Ur- und Frühgeschichte an der Westfälischen Wilhelms-Universität und Direktor des Seminars sowie nach dessen Eingliederung in das Historische Seminar von 2006 bis 2008 Leiter der Abteilung für Ur- und Frühgeschichtliche Archäologie. Er war von 1992 bis 2008 Mit-Direktor des Instituts für Frühmittelalterforschung und von 1992 bis 2010 Mitherausgeber der Zeitschrift „Frühmittelalterliche Studien“. Von 1990 bis 1992 war er Dekan des Fachbereichs 14 (Alte und Außereuropäische Sprachen und Kulturen) der Universität Münster.
Forschungsschwerpunkte Jockenhövels liegen in den frühen Metallzeiten (Kupferzeit, Bronzezeit, Ältere Eisenzeit) Mittel- und Westeuropas mit Bearbeitung von Fundgruppen, in der Sozial-, Wirtschafts- und Technikgeschichte sowie in der Konflikt- und Mobilitätsforschung.
In Münster stand u. a. im Mittelpunkt die historische Eisenforschung mit dem im Rheinischen Schiefergebirge und Luxemburg interdisziplinär erforschten Übergang vom traditionellen Rennfeuer- zum innovativen Hochofenverfahren.
Im Rahmen einer Institutspartnerschaft der Alexander-von-Humboldt-Stiftung Bonn zwischen Universität Münster und dem Nationalen Institut für Archäologie mit Museum der Bulgarischen Akademie der Wissenschaften (Sofia) wurden von 2008 bis 2012 die Grundlagen zur langjährigen Erforschung des bisher einzigen gesichert in die europäische Bronzezeit (16.–13/12. Jahrhundert BCE) datierten Goldbergwerks am Ada Tepe bei Krumovgrad (Rhodopen, Südostbulgarien) gelegt.
1971 gründete Jockenhövel mit Hartmann Reim und Peter Schauer die Arbeitsgemeinschaft Bronzezeit. Als Gründungsmitglied (1971) der Zeitschrift „Archäologisches Korrespondenzblatt“ war er lange Jahre mitverantwortlicher Redakteur für das Fachgebiet Bronzezeit.
Von 2000 bis 2004 war Jockenhövel Fachgutachter und von 2004 bis 2007 Mitglied des Fachkollegiums 101 „Alte Kulturen“ der Deutschen Forschungsgemeinschaft.
Jockenhövel wirkte seit Gründung durch seinen Lehrer Hermann Müller-Karpe (1965) am internationalen Forschungs- und Editionsunternehmen der Monographienreihe Prähistorischen Bronzefunde (PBF) bis zu ihrem Laufzeitende (2016) mit, ab 1980 als Herausgeber und Mitherausgeber (zusammen mit Wolf Kubach und Ute Luise Dietz). Das Langzeitprojekt wurde zuletzt getragen von der Akademie der Wissenschaften und Literatur Mainz.
In dieser Leitungsfunktion war er von 1985 bis 2016 Mitglied im Comité Exécutif und Conseil Permanent der Union Internationale des Sciences Préhistoriques et Protohistoriques (Unterorganisation der UNESCO) und ist seit 2025 Mitglied in ihrem Comité d'honneur.
Jockenhövel war 1999–2004 Mit-Organisator der 25. internationalen Ausstellung des Europarats “Götter und Helden der Bronzezeit. Europa im Zeitalter des Odysseus” (Nationalmuseum Kopenhagen; Kunst- und Ausstellungshalle Bonn; Galeries Nationales du Grand Palais Paris; Nationalmuseum Athen).
Zu seinem 65. Geburtstag erschien 2008 die Festschrift Durch die Zeiten.

## Mitgliedschaften
Jockenhövel ist Korrespondierendes Mitglied des Deutschen Archäologischen Instituts, der Altertumskommission für Westfalen, des Istituto Italiano di Preistoria e Protostoria, der Bronze Age Studies Group und Auswärtiges Mitglied des Nationalen Institutes für Archäologie mit Museum der Bulgarischen Akademie der Wissenschaften (Sofia).
Jockenhövel war 2014 Mitglied einer internationalen Sachverständigenkommission zur Evaluierung des kupferzeitlichen Goldbergwerks (um 3000 BCE) in Sakdrissi (Georgien).

## Sonstiges
Im Jahr 2008 verfasste Jockenhövel seine „Mannheimer Erklärung“, nachdem über neonazistische Tendenzen bei der Reenactment-Gruppe Ulfhednar berichtet worden war. Ulfhednar war zeitweise von öffentlich-rechtlichen Fernsehanstalten und von Museen herangezogen worden, um die Zeit der Kelten, Germanen und Wikinger zu veranschaulichen. Auf dem 6. Archäologen-Tag in Mannheim rief Jockenhövel dazu auf, sich von der Gruppe zu distanzieren.

## Veröffentlichungen (in Auswahl)
Monographien
- Die Rasiermesser in Mitteleuropa. (Süddeutschland, Tschechoslowakei, Österreich, Schweiz) (= Prähistorische Bronzefunde. Abteilung 8: Rasiermesser. Bd. 1). C. H. Beck, München 1971, ISBN 3-406-00749-X (Dissertation Universität Frankfurt am Main 1969. (miami.uni-muenster.de, Digitalisat)
- Die Rasiermesser in Westeuropa. (Westdeutschland, Niederlande, Belgien, Luxemburg, Frankreich, Großbritannien und Irland) (= Prähistorische Bronzefunde. Abteilung 8: Rasiermesser. Bd. 3). C. H. Beck, München 1980, ISBN 3-406-04006-3 (Habilitationsschrift, Universität Frankfurt am Main 1979. (antike-rasiermesser.de, Digitalisat)
- mit Christoph Willms: Das Dietzhölzetal-Projekt : Archäometallurgische Untersuchungen zur Geschichte und Struktur der mittelalterlichen Eisengewinnung im Lahn-Dill-Gebiet (Hessen). Mit Beiträgen von Māris Bušs, Ingo Keesmann, Andreas Kronz, Dieter Lammers, Richard Pott und Martin Speier (= Münstersche Beiträge zur ur- und frühgeschichtlichen Archäologie (MBA) Bd. 1). Verlag Marie Leidorf, Rahden/Westf. 2005. ISBN978-3-89646279-4.

Herausgeberschaften (u. a. mit eigenen Beiträgen)
- Gemeinsam mit Fritz-Rudolf Herrmann: Vorgeschichte Hessens. Theiss Verlag, Stuttgart 1990, ISBN 3-8062-0458-6.
- Gemeinsam mit Wolf Kubach: Bronzezeit in Deutschland. Archäologie in Deutschland. Sonderheft. Theiss Verlag Stuttgart 1994, ISBN 3-8062-1110-8
- Festschrift für Hermann Müller-Karpe zum 70. Geburtstag (Dr. Rudolf Habelt Verlag GmbH, Bonn 1995). ISBN 3-7749-2707-3
- Kurt Tackenberg (1895–1992) zum Gedächtnis (Münster 1996)
- Bergbau, Verhüttung und Waldnutzung im Mittelalter. Auswirkungen auf Mensch und Umwelt. Ergebnisse eines Internationalen Workshops (Dillenburg, 11.–15. Mai 1994. Wirtschaftshistorisches Museum „Villa Grün“) (= Vierteljahrschrift für Sozial- und Wirtschaftsgeschichte. Beihefte. Nr. 121). Franz Steiner, Stuttgart 1996, ISBN 3-515-06644-6
- Gemeinsam mit Jens Lüning, Hartmut Bender, Torsten Capelle, Deutsche Agrargeschichte, Vor- und Frühgeschichte. Ulmer, Stuttgart 1997. ISBN: 9783800130993
- Grundlagen der globalen Welt vom Beginn bis 1200 v. Chr. (= WBG-Weltgeschichte. Bd. 1). Wissenschaftliche Buchgesellschaft, Darmstadt 2010, ISBN 978-3-534-20104-4
- Mittelalterliche Eisengewinnung im Märkischen Sauerland. Archäometallurgische Untersuchungen zu den Anfängen der Hochofentechnologie in Europa. Mit Beiträgen von Thorsten Abdinghoff, Zahra Hezarkhani, Albrecht Jockenhövel, Ingo Keesmann, Hans-Ludwig Knau, Andreas Kronz, Michael Overbeck, Günter Rosenbohm, Manfred Sönnecken und Christoph Willms (= Münstersche Beiträge zur ur- und frühgeschichtlichen Archäologie (MBA). Bd. 7). Verlag Marie Leidorf, Rahden/Westf. 2013. ISBN 978-3-89646-285-5
- Gemeinsam mit Ute Luise Dietz: Bronzen im Spannungsfeld zwischen praktischer Nutzung und symbolischer Bedeutung. Beiträge zum internationalen Kolloquium am 9. und 10. Oktober 2008 in Münster (= Prähistorische Bronzefunde. Abteilung 20: Beiträge, Bd. 13). Franz Steiner Verlag, Stuttgart 2011. ISBN 978-3-515-09918-9.279-4
- Gemeinsam mit Ute Luise Dietz: 50 Jahre „Prähistorische Bronzefunde“ – Bilanz und Perspektiven. Beiträge zum internationalen Kolloquium vom 24. bis 26 September 2014 in Mainz (= Prähistorische Bronzefunde. Abteilung 20: Beiträge, Bd. 14). Franz Steiner Verlag, Stuttgart 2016. ISBN 978-3-515-11488-2

Aufsätze/Beiträge (Auswahl)
- Agrargeschichte der Bronzezeit und vorrömischen Eisenzeit (von ca. 2200 v. Chr. bis Christi Geburt). In: J. Lüning/A. Jockenhövel/H. Bender/T. Capelle, Deutsche Agrargeschichte, Vor- und Frühgeschichte. Ulmer, Stuttgart 1997, S. 141–261
- Mensch und Umwelt in der Bronzezeit Europas: Einführung in die Thematik. In: B. Hänsel (Hrsg.), Mensch und Umwelt in der Bronzezeit Europas. Beiträge und Ergebnisse (Abschlußtagung der Kampagne des Europarates „Die Bronzezeit: Das Erste Goldene Zeitalter Europas“ an der Freien Universität Berlin 17.–19. März 1997). Oetker–Voges, Kiel 1998, S. 27–47. ISBN 3-9804322-2-X
- Gemeinsam mit Hans-Gert Bachmann, Ulrike Spichal, Günter Wolf, Zur bronzezeitlichen Metallversorgung im mittleren Westdeutschland: Von der Lagerstätte zum Endprodukt. Berichte der Kommission für Archäologische Landesforschung (KAL) in Hessen 7, 2002/03 (2004) S. 67–120
- Zur Archäologie der Gewalt: Bemerkungen zu Aggression und Krieg in der Bronzezeit Alteuropas. Proceedings of the International Symposium „Arms and Armour through the Ages (From the Bronze Age to the Late Antiquity)“. Modra-Harmónia 19.–22. November 2005. Anodos 4–5, 2004–2005 (2006) S. 101–132
- Germany in the Bronze Age. In: Harry Fokkens and Anthony F. Harding (eds.), The Oxford Handbook of European Bronze Age (Oxford University Press), Oxford 2013. S. 723–745. ISBN 978-0-199-57286-1
- Alteuropäische Gräber der Kupferzeit, Bronzezeit und Älteren Eisenzeit mit Beigaben aus dem Gießereiwesen (Gießformen, Düsen, Tiegel). In: M. Overbeck, Die Gießformen in West- und Süddeutschland (Saarland, Rheinland-Pfalz, Hessen, Baden-Württemberg, Bayern) (=Prähistorische Bronzefunde. Abteilung 19: Sonstiges, Bd. 3). Franz Steiner Verlag, Stuttgart 2018, S. 213–317. ISBN 978-3-515-11981-8